# 愛知県立国府高等学校
愛知県立国府高等学校（あいちけんりつこうこうとうがっこう）は、愛知県豊川市国府町下坊入にある公立高等学校。

## 学科
- 普通科
- 総合ビジネス科

## 沿革
- 1920年（大正9年）3月 - 宝飯郡高等女学校設立。
- 1923年（大正12年）
  - 3月 - 愛知県国府高等女学校と改称する。
  - 4月 - 郡制廃止により県立に移管。
- 1948年（昭和23年）4月 - 学校教育法施行により愛知県立国府高等学校と改称。
- 1950年（昭和25年）4月 - 豊川市立高等学校（前身：豊川市立高等女学校）を統合。
- 1952年（昭和27年） - 機械科、電気科を分かち、愛知県立豊橋工業高等学校（豊橋本校・豊川分校）が発足。
- 1961年（昭和36年）11月 - 本館新築完成。
- 1963年（昭和38年）9月 - 新校舎（現在第2棟）第一期工事完成。
- 1968年（昭和43年）3月 - 新校舎（現在第2棟）第二期工事完成。
- 1972年（昭和47年）3月 - 同窓会館（光風会館）完工。
- 1975年（昭和50年）8月 - 第57回全国高等学校野球選手権大会（甲子園）に出場。
- 1991年（平成3年）3月 - 武道場（499.97m2）および弓道場（126.72m2）工事完工。

## 学校の特色

### 授業
- 月・木・金 - 1時限55分、6時間授業。
- 火・水 - 1時限50分、7時間授業。

### 売店
- 売店 - 同窓会が運営。

## 主な部活動

### 現在活動中の部活動

#### 運動部
- 野球部

1975年（昭和50年）に第57回全国高等学校野球選手権大会に出場。愛知県の高校野球は名古屋の私立高校勢が強いことから、東三河地区の高校が夏の甲子園に出場することは、50年後の2025年（令和7年）に出場を決めた豊橋中央高校まで途絶えていた。
- サッカー部
- 柔道部
- バスケットボール部
- 陸上競技部
- ハンドボール部
- テニス部
- ソフトテニス部
- 剣道部
- 弓道部
- 体操部
- バレーボール部
- 水泳部
- ソフトボール部
- 卓球部

#### 文化部
- 吹奏楽部
- 美術部
- 文芸部
- ユースイングリッシュ部
- 写真部
- 家庭部
- 茶道部
- 華道部
- 書道部
- 演劇部
- サイエンス・天文気象部

### 廃止された部活動
- ボート部[4]

## 通学圏
普通科は豊川市、豊橋市、蒲郡市を主とし、岡崎市東部や新城市以北からの進学も若干ある。

## その他
商業科を最多時3クラス抱えたため、普通科は最多でも7クラスしか設置できず、豊川市の公立高校における普通科クラス数は人口10万を越える市で全国最少であった。そのため、豊川・宝飯地区に住む受験生で国府高校普通科に進学できない県立高校の普通科志望者は必然的に近隣の蒲郡高校や新城高校（現在の新城有教館高校）に通学せざるを得ない状況にあった。1970年代に入って、旧豊川市立高校復活を狙う豊川市と蒲郡高校分校消滅以来の中等教育機関新設を狙う旧小坂井町で新設高校誘致を争い、旧小坂井町に小坂井高校が設置されたため、この問題も緩和された。

## 著名な卒業生
| - 山脇実 - 豊川市長 - 中森康弘 - 公益財団法人日本オリンピック委員会委員 - 石川緑 - 元プロ野球投手（中日、阪神、東映） - 上林成行 - 元プロ野球選手 - 青山久人 - 元プロ野球投手（中日、南海） - 市川和正 - 元プロ野球捕手（大洋） - 伊藤寿文 - 元プロ野球捕手（広島、ダイエー） - 佐藤富士子 - 元卓球選手 - 山本千代子 - 元卓球選手 | - 菅沼美帆 - ファッションモデル - 渡辺いっけい - 俳優 - 小林拓一郎 - ラジオDJ - 渡辺博也 - 作曲家 - 伊與田英徳 - ドラマプロデューサー、演出家 - 平松正樹 - 脚本家 - 三遊亭萬橘 (4代目) - 落語家 - キムテヨン - 東洋大学社会学部教授、社会民主党（社民党）多文化共生委員長 - 小林亜実 - 女優 |

## アクセス
- 名鉄名古屋本線・豊川線 国府駅より徒歩で約10分。